# Synoicum macroglossum
Synoicum macroglossum is een zakpijpensoort uit de familie van de Polyclinidae. De wetenschappelijke naam van de soort is voor het eerst geldig gepubliceerd in 1919 door Hartmeyer.